# Sveti Jakov (Mali Lošinj)
Sveti Jakov (olaszul: San Giacomo) falu Horvátországban, Tengermellék-Hegyvidék megyében. Közigazgatásilag Mali Lošinjhoz  tartozik.

## Fekvése
Lošinj szigetének északkeleti részén Mali Lošinj városától légvonalban 13 km-re északnyugatra, Osortól 7 km-re délre az Osoršćica alatt, a szigetet átszelő főút mellett, a sziget keleti partján fekszik. A legközelebbi település a 2 km-re északra fekvő Nerezine. A  sziget legkisebb települése, melyet olajfa ültetvények vesznek körül. Két kisebb öböl található a területén, melyek közül az északabbra fekvő az itt található falazott kútról a Studenac nevet viseli. Itt található a strand és a kikötő is.

## Története
Nevét a falu feletti dombon levő temetőben álló Szent Jakab tiszteletére szentelt középkori templomáról kapta. Lakói mezőgazdasággal és halászattal foglalkoztak. Területe már az ókorban is lakott volt, ezt bizonyítja a Studenac-öbölben talált két szarkofág fedlap. A falu népe a 19. században a falu központjában új plébániatemplomot épített, melyet Szűz Mária tiszteletére szenteltek. 1857-ben 148, 1910-ben 244 lakosa volt. A település 1918-ig az Osztrák–Magyar Monarchia része volt, majd olasz uralom alá került. 1943-ban átmenetileg horvát és jugoszláv egységek szabadították fel. A német megszállás 1943-tól 1945-ig tartott. 1945 és 1990 között Jugoszlávia része volt, majd az önálló horvát állam megalakulása után Horvátország része lett. 2011-ben 77 lakosa volt.

## Lakosság
| Lakosság változása | Lakosság változása | Lakosság változása | Lakosság változása | Lakosság változása | Lakosság változása | Lakosság változása | Lakosság változása | Lakosság változása | Lakosság változása | Lakosság változása | Lakosság változása | Lakosság változása | Lakosság változása | Lakosság változása | Lakosság változása |
| ------------------ | ------------------ | ------------------ | ------------------ | ------------------ | ------------------ | ------------------ | ------------------ | ------------------ | ------------------ | ------------------ | ------------------ | ------------------ | ------------------ | ------------------ | ------------------ |
| 1857               | 1869               | 1880               | 1890               | 1900               | 1910               | 1921               | 1931               | 1948               | 1953               | 1961               | 1971               | 1981               | 1991               | 2001               | 2011               |
| 148                | 149                | 159                | 190                | 217                | 244                | 275                | 228                | 210                | 132                | 90                 | 50                 | 35                 | 41                 | 37                 | 77                 |

## Nevezetességei
- Szent Jakab tiszteletére szentelt temploma román stílusú, építési ideje nem ismert. 1624-ben bővítették, nagyobb és szélesebb hajót építettek hozzá. A bővítés dátuma díszes glagolita írással látható a templom homlokzatán. A templom a település északi részén a Studenac-öböl feletti magaslaton a temetőben áll, ma temetőkápolnaként szolgál.
- Szűz Mária tiszteletére szentelt plébániatemploma a 19. században épült. A templom kelet-nyugati tájolású, harangtornya a szentély északi oldalán áll. Oltárképe szintén 19. századi, Szűz Máriát ábrázolja rózsafüzérrel három szent, Szent Domonkos, Sienai Szent Katalin és Szent Jakab társaságában.